# GT8-80C
Der GT8-80C ist ein achtachsiges Eisenbahn- und Straßenbahnfahrzeug, das bei der DUEWAG für die Verkehrsbetriebe Karlsruhe (VBK) und die Albtal-Verkehrs-Gesellschaft (AVG) hergestellt wurde. Es entstand auf der Basis des sechsachsigen GT6-80C durch Einfügen eines zusätzlichen Mittelteils.

## Aufbau
Das Konstruktionsprinzip ist wie beim GT6-80C ebenfalls von dem von DUEWAG gebauten, hochflurigen Stadtbahnwagen Typ B abgeleitet und entspricht dem des GT6-80C. Der GT8-80C unterscheidet sich dadurch, dass er ein weiteres Mittelteil und Jakobs-Drehgestell besitzt. Er ist dadurch mit 38,41 Metern zehn Meter länger. Die Kapazität steigerte sich im Auslieferungszustand um 24 Sitz- und 33 Stehplätze auf 119 Sitzplätze und 124 Stehplätze im Gegensatz zu 94 Sitzplätzen und 91 Stehplätzen bei den GT6-80C der dritten Lieferserie. Die zwei Lieferserien unterscheiden sich durch ihre Mittelteile. Die 1989 gelieferte dritte Lieferserie erhielt ein türloses Mittelteil mit Dachrandverglasung (sogenanntes Panoramaabteil), Klimaanlage und Teppichboden. Die vierte Lieferserie erhielt zugunsten eines schnelleren Fahrgastwechsels ein Mittelteil mit Tür. Die Dachrandverglasung und die Klimaanlage entfielen bei dieser Lieferserie.

## Geschichte

### Lieferung
Die erste, 1989 gelieferte Serie bestand aus fünf Fahrzeugen mit Dachrandverglasung und war in erster Linie für den Einsatz auf der Albtalbahn und der Bahnstrecke Busenbach–Ittersbach vorgesehen. Klimaanlage, Dachrandverglasung, 2+1-Sitzteiler mit breiteren Sitzen und Teppichboden im Mittelteil sollten vor allem den Langstreckenfahrgästen zusätzlichen Komfort bieten. Die zweite Serie, ebenfalls aus fünf Fahrzeugen, entstand 1990 aus den GT6-80C 586–590 durch Einfügen eines Mittelteils, ebenfalls mit Dachrandverglasung. Aufgrund ihrer besonderen Fensterbauart werden diese Fahrzeuge auch als Panoramawagen bezeichnet.
Alle weiteren Fahrzeuge wurden mit einer fünften Tür im Mittelteil ohne Dachrandverglasung und Klimaanlage ausgeliefert, da sich im Einsatz zeigte, dass sich die Fahrgäste sehr ungleichmäßig im Fahrzeug verteilten. Es folgten 1991 zehn neu gebaute Fahrzeuge von DUEWAG, während 1993 und 1997 jeweils zehn Fahrzeuge durch Umbau von GT6-80C hinzukamen. Die Mittelteile lieferte ebenfalls DUEWAG, der Einbau erfolgte in der Hauptwerkstatt der VBK.
| Lieferserie | Wagen   | Baujahr | Anzahl | Ausführung                      | Umbau aus GT6-80C |
| ----------- | ------- | ------- | ------ | ------------------------------- | ----------------- |
| 3           | 551–555 | 1989    | 5      | Dachrandverglasung, Klimaanlage |                   |
| (3)         | 556–560 | 1989    | 5      | Dachrandverglasung, Klimaanlage | 1990 aus 586–590  |
| 4           | 561–570 | 1991    | 10     | fünfte Tür                      |                   |
| (2)         | 571–580 | 1987    | 10     | fünfte Tür                      | 1993 aus 531–540  |
| (2)         | 581–590 | 1987    | 10     | fünfte Tür                      | 1997 aus 521–530  |

### Umbauten
- 551–590 – Einbau von Fahrkartenautomaten, dadurch ein Sitzplatz weniger
- 551–590 – Einbau von Überwachungskameras
- 560 – Einbau von Dachaufbauten für das Projekt AERO-TRAM vom Karlsruher Institut für Technologie für Messungen der
räumlichen Variabilität der Luftqualität mittels Stadtbahn (2009).[1]
- 565 – Nach Brandschaden vom 24. Dezember 2007 wiederhergestellt. Einbau LED-Matrixanzeigen an Front, Heck und Seiten (2009)
- 567 – neues KVV-Farbschema
- 570 – Weiße Sonderlackierung für Intercity-Express-Werbung, später KVV-Werbung.
- 581–585 – Umnummerierung: 851–855 (1990), 551–555 (1997)
- 588 Sonderlackierung "KVV-Tag der offenen Tür"

### Verbleib
- 551 – 2022 abgestellt, verschrottet
- 552 – betriebsfähig, als historischer Triebwagen vorgesehen
- 553 – abgestellt, verschrottet
- 554 – Nach Zusammenstoß am 9. September 2014 mit GT6-70D/N 254 verschrottet
- 555 – Nach Zusammenstoß im Jahre 2017 mit NET2012 351 verschrottet
- 556 – Nach Brand am 31. August 2012 zwischen Ostendorfplatz und Schloss Rüppurr zerstört, 2013 verschrottet[2]
- 557 – abgestellt, verschrottet
- 558 – abgestellt, verschrottet
- 559 – 2021 abgestellt, verschrottet
- 560 – 2022 abgestellt, verschrottet
- 561 – abgestellt, verschrottet
- 562 – abgestellt, verschrottet
- 563 – 2022 abgestellt, verschrottet
- 564 – abgestellt, verschrottet
- 565 – abgestellt, verschrottet
- 566 – abgestellt, verschrottet
- 567 – 2022 abgestellt, verschrottet
- 568 – abgestellt, verschrottet
- 569 – 2021 abgestellt, verschrottet
- 570 – 2022 abgestellt, verschrottet
- 571 – abgestellt, verschrottet
- 572 – abgestellt, verschrottet
- 573 – abgestellt, verschrottet
- 574 – abgestellt, verschrottet
- 575 – abgestellt, verschrottet
- 576 – abgestellt, verschrottet
- 577 – abgestellt, verschrottet
- 578 – abgestellt, verschrottet
- 579 – Brandschaden am 24. Dezember 2007, 2008 verschrottet
- 580 – 2021 abgestellt, verschrottet
- 581 – 2021 abgestellt, verschrottet
- 582 – abgestellt, verschrottet
- 583 – 2022 abgestellt, verschrottet
- 584 – abgestellt, verschrottet
- 585 - 2022 abgestellt, verschrottet
- 586 – abgestellt, verschrottet
- 587 – abgestellt, verschrottet
- 588 – 2022 abgestellt, verschrottet
- 589 – abgestellt, verschrottet
- 590 – abgestellt, verschrottet

### Einsatz

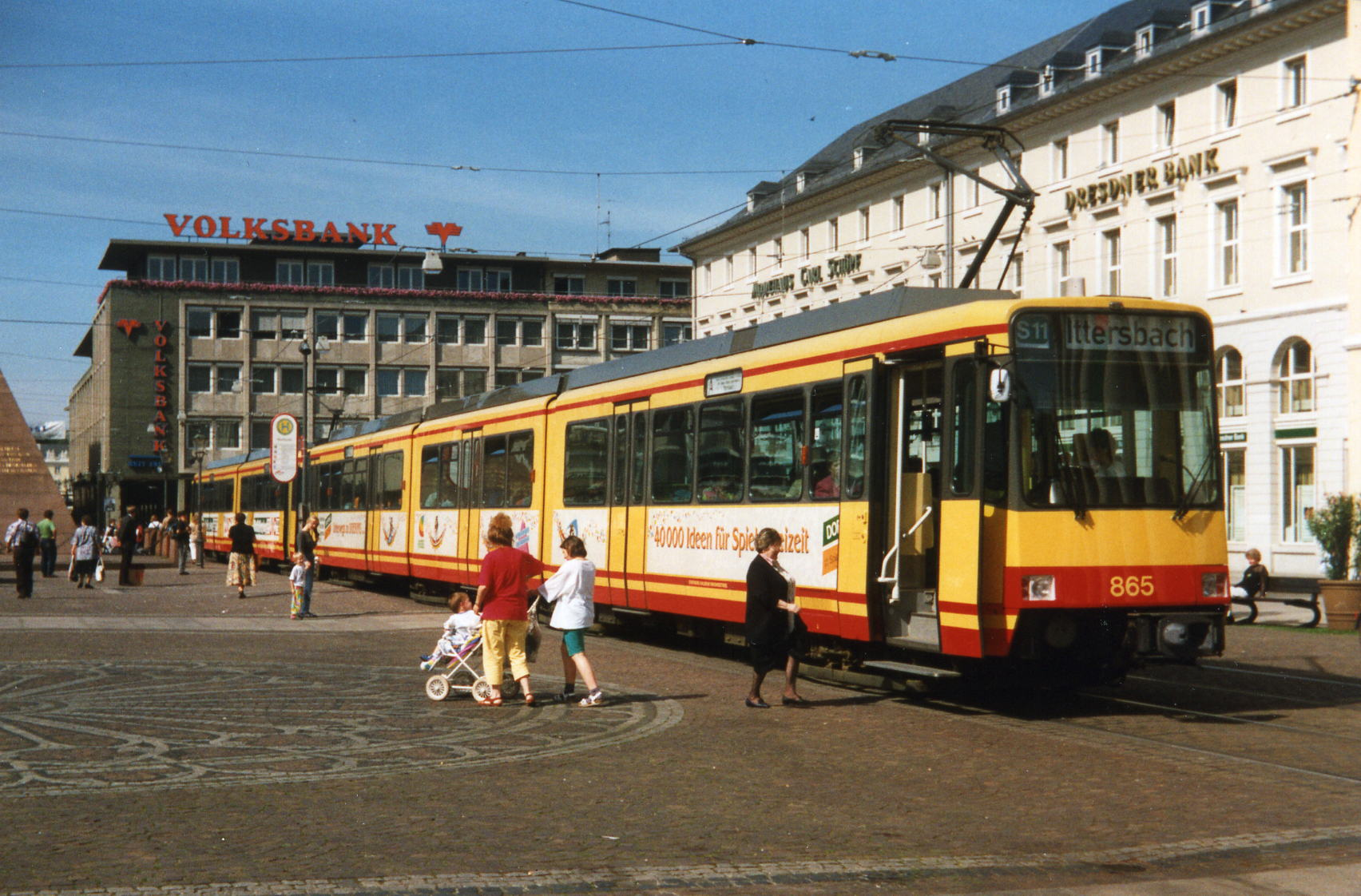
Doppeltraktion aus GT8-80C und GT6-80C auf dem Karlsruher Marktplatz

Die Fahrzeuge wurden von Beginn an bei der AVG auf der Stadtbahnlinie A (Albtalbahn, Bahnstrecke Busenbach–Ittersbach und Hardtbahn) und seit 1991 auch auf der Straßenbahnlinie 2 der Verkehrsbetriebe Karlsruhe eingesetzt. Ab der Liniennetzumstellung des Jahres 1997 verkehrten sie auf den Linien S1, S2 und S11. Der Einsatz erfolgte sowohl einzeln als auch in Mehrfachtraktion. Letztere sowohl untereinander sowie mit den Sechsachsern des Typs GT6-80C. Während die Fahrzeuge mit Dachrandverglasung in ihren ersten Betriebsjahren ausschließlich auf der Linie A beziehungsweise S1/S11 zum Einsatz kamen, erfolgt der Einsatz in späteren Jahren gemischt auf allen Linien. Ab Mitte Juli 2017 wurden die Fahrzeuge nach und nach durch den Typ NET2012 ersetzt. Ab Anfang 2019 fuhren sie sonntags nur noch auf sehr wenigen Umläufen oder gar nicht. Seit dem Fahrplanwechsel im Juni 2019 beschränkte sich der Einsatz auf wenige Kurse in der Hauptverkehrszeit. Mit der Eröffnung des Stadtbahntunnels am 11. Dezember 2021 wurden alle Wagen, bis auf 552 und 585, welche noch einige Wochen regelmäßig auf der neu geschaffenen Linie S12 fuhren, außer Betrieb genommen. Seit März 2022 wird nur noch Wagen 552 für die Linie S12 vorgehalten, er ist als historisches Fahrzeug vorgesehen.